# Flanders Open Rugby
De Flanders Open Rugby is een internationaal rugbytoernooi. Het wordt sinds 1993 jaarlijks georganiseerd in Sint-Gillis, deelgemeente van de Oost-Vlaamse stad Dendermonde, door Dendermonde Rugby Club (DRC).
Tijdens het toernooi, dat telkens tijdens het Pinksterweekend plaatsvindt, nemen tussen de 2000 en 2500 spelers van meer dan 100 binnenlandse en buitenlandse ploegen het tegen elkaar op. Aan het toernooi is tegelijk een muziekfestival gekoppeld.